# Servillas
Servillas es una localidad española del municipio de Campoo de Yuso, perteneciente a la comunidad autónoma de Cantabria. 

## Geografía
La localidad se encuentra a 866 m s. n. m. y a 2 kilómetros de la capital municipal, La Costana.

### Paisaje y naturaleza
Servillas ocupa un vallejo “interior” de Campoo de Yuso, si por interior entendemos a un pueblo en el que el pantano del Ebro no está presente en su entorno. Su elemento natural más distintivo son las praderas de corte anual y el monte del Otero, en cuya falda parece algún bosquete de roble con valiosos ejemplares.

## Historia
Hacia mediados del siglo XIX, el lugar, ya por entonces perteneciente a Campoo de Yuso, tenía contabilizada una población de 70 habitantes. Aparece descrito en el decimocuarto volumen del Diccionario geográfico-estadístico-histórico de España y sus posesiones de Ultramar de Pascual Madoz con las siguientes palabras:

SERVILLAS: l. en la prov. de Santander (13 leg.), part. jud. de Reinosa (2), dióc., aud. terr. y c. g. de Búrgos (17), ayunt. de Campó de Yuso. sit. al pie de una elevada montaña; su clima es frio y nevoso; sus enfermedades mas comunes fiebres catarrales y reumas. Tiene 18 casas; igl. parr. (San Millan) servida por un cura de provision del diocesano en patrimoniales; una ermita (Sta. Ana), y buenas aguas potables. Confina con térm. de Aguayo, Lanchares, la Riva, Quintanamanil, la Costana y Villasuso. El terreno es de tercera calidad y de secano; por él corren las aguas de un arroyo llamado la Mata. Hay 3 montes en que se crian robles, hayas y arbustos, y varios prados naturales. Los caminos dirigen á los pueblos limítrofes: recibe la correspondencia de Reinosa. prod.: granos, legumbres, patatas y pastos; cria ganados, y caza de varios animales. ind.: trasporte de efectos comerciales. pobl.: 16 vec., 70 alm. contr.: con el ayunt.
(Madoz, 1849, p. 199)

En 2023, la entidad singular de población tenía empadronados 36 habitantes y el núcleo de población, también 36.

## Patrimonio histórico
La iglesia de San Millán Abad muestra dos épocas constructivas. La primera data del siglo XVI. Pertenecen a esta primera fase la doble cabecera recta (mismo caso de la iglesia de Quintana con la que se relaciona) y la portada de aire renacentista, con alfiz apoyado en ménsulas clásicas sobre el que encontramos una venera. Por encima de la clave del arco y en las enjutas hay unos curiosos relieves con representaciones del sol y la luna, una mano con llaves y un jarrón con flores. La segunda etapa constructiva se efectúa en el año 1739 según inscripción que encontramos en el pórtico. Muy acorde con el estilo de esos años está la espadaña, similar a las del resto de iglesias del valle.